# 長野幹

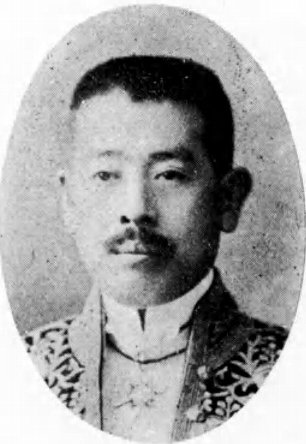
長野幹

長野 幹（ながの みき / かん、1877年1月4日 - 1963年1月）は、日本の内務官僚、実業家。官選県知事。旧姓・大木。

## 略歴
元福井藩士・教師である三寺三作（後に大木本彌に改名）の息子として生れ、長野家の養子となる。1903年7月に東京帝国大学法学部法律学科（英法）を卒業。同年11月、高等文官試験行政科に合格。内務省に入省。東京府属。
1911年には、ドイツで開かれた万国衛生博覧会に参加。欧米各国を視察した。その後、1916年に三重県知事に任命され、その後、山梨県知事、朝鮮総督府学務局長、秋田県知事、鹿児島県知事などを歴任。1927年5月17日に鹿児島県知事を休職となり、以後民間で会社経営などにあたった。
1963年没。従三位勲二等。

## 栄典
- 1920年（大正9年）11月1日 - 旭日中綬章[5]